# تروباروو
تروباروو (به لاتین: Trubarevo}} یک منطقهٔ مسکونی در صربستان است که در Ćićevac واقع شده‌است.

## خصوصیات
تروباروو ۱۵۲ نفر جمعیت دارد.